# 譚慶林
譚 慶林（たん けいりん）は中華民国の軍人。北京政府、直隷派に属した。字は英甫。

## 事跡
直隷口北鎮守使兼察哈爾軍務幇弁をつとめた。1922年（民国11年）5月に一時的ながら、察哈爾都統を護理（下級の職位の者が上位の職務を代行すること）した。1924年（民国13年）の第2次奉直戦争では、直隷派として討逆援軍第10路司令、討逆軍独立騎兵前敵総指揮となる。しかし、直隷派は奉天派に敗北し、譚慶林は1926年（民国15年）に山西省の閻錫山に投降した。
この結果、譚慶林もまた、閻錫山に随従して国民政府に付くことになる。1927年（民国16年）7月に国民革命軍第8軍軍長に任命された。その後、国民政府軍事委員会委員、軍事参議院参議を歴任する。1935年（民国24年）1月、陸軍中将銜を授与された。
しかしこれを最後に、譚慶林のそれ以降の動向は不詳となる。